# 4e cérémonie des Crime Thriller Awards
La 4e cérémonie des Crime Thriller Awards s'est déroulée le 11 octobre 2011 et a récompensé les meilleures fictions policières ou thrillers en littérature, au cinéma et à la télévision.

## Palmarès

### Littérature

#### Gold Dagger
Policiers
- Crooked Letter : Tom Franklin
  - Snow Drops : Andrew Miller
  - The End of the Wasp Season : Denise Mina
  - The Lock Artist : Steve Hamilton

#### Ian FlemingSteel Dagger
Thrillers
- The Lock Artist : Steve Hamilton
  - Cold Rain : Craig Smith
  - Before I Go to Sleep : S. J. Watson
  - The Good Son : Michael Gruber

#### John CreaseyMemorial (New Blood) Dagger
Premiers romans
- Before I Go to Sleep : S. J. Watson
  - The Dead Women of Juarez : Sam Hawken
  - Kiss Me Quick : Danny Miller
  - The Dogs of Rome : Conor Fitzgerald

### Cinéma et télévision

#### Film Dagger
- True Grit
  - Brighton Rock
  - Source Code
  - Millénium 3 : La Reine dans le palais des courants d'air (Luftslottet som sprängdes)

#### TV Dagger
- Jackson Brodie, détective privé
  - The Shadow Line
  - Vera
  - Zen

#### International TV Dagger
- The Killing (Forbrydelsen)
  - Boardwalk Empire
  - Castle
  - Dexter
  - Engrenages

#### Meilleur acteur
- Idris Elba pour le rôle de John Luther dans Luther
  - Steve Buscemi pour le rôle de Enoch "Nucky" Thompson dans Boardwalk Empire
  - Jason Isaacs pour le rôle de Jackson Brodie dans Jackson Brodie, détective privé
  - Lars Mikkelsen pour le rôle de Troels Hartmann dans The Killing (Forbrydelsen)
  - Rufus Sewell pour le rôle d'Aurelio Zen dans Zen

#### Meilleure actrice
- Sofie Gråbøl pour le rôle de Sarah Lund dans The Killing (Forbrydelsen)
  - Brenda Blethyn pour le rôle de Vera Stanhope dans Vera
  - Sue Johnston pour le rôle du Dr Grace Foley dans Meurtres en sommeil (Waking the Dead)
  - Maxine Peake pour le rôle de Martha Costello dans Silk
  - Olivia Williams pour le rôle de Charlie Zailer dans Case Sensitive

#### Meilleur acteur dans un second rôle
- Rafe Spall pour le rôle de Jay Wratten dans The Shadow Line
  - Aidan Gillen pour le rôle de Phil Hendricks dans Thorne
  - Bjarne Henriksen pour le rôle de Theis Birk Larsen dans The Killing (Forbrydelsen)
  - John Lithgow pour le rôle d'Arthur Mitchell dans Dexter
  - Søren Malling pour le rôle de Jan Meyer dans The Killing (Forbrydelsen)

#### Meilleure actrice dans un second rôle
- Ann Eleonora Jørgensen pour le rôle de Pernille Birk Larsen dans The Killing (Forbrydelsen)
  - Amanda Abbington pour le rôle du DI Louise Munroe dans Jackson Brodie, détective privé
  - Tara Fitzgerald pour le rôle du Dr Eve Lockhart dans Meurtres en sommeil (Waking the Dead)
  - Kelly Macdonald pour le rôle de Margaret Schroeder dans Boardwalk Empire
  - Ruth Wilson pour le rôle d'Alice Morgan dans Luther

### People's Bestseller Dagger
Vote du public pour élire son auteur préféré.
- Peter James
  - David Baldacci
  - Mark Billingham
  - Lee Child
  - Peter Robinson